# آموزش بد (فیلم ۲۰۱۹)
آموزش بد (انگلیسی: Bad Education) یک فیلم در ژانر کمدی-درام است. این فیلم در هشتم سپتامبر ۲۰۱۹ در Toronto International Film Festival به نمایش جهانی رسید و در تاریخ ۲۵ آوریل ۲۰۲۰ از اچ‌بی‌او پخش شد. فیلم بر مبنای داستان واقعی اختلاس یازده میلیون دلاری در دبیرستان راسلین (بزرگترین اختلاس مدارس دولتی در تاریخ آمریکا) ساخته شده است.

## خلاصه داستان
در سال 2002 دکتر فرانک تاسون مدیر  مبتکر،خوشپوش و محبوب مدرسه راسلین با همراهی دستیارش پم گلاکین موفق شده است مدرسه راسلین را به رتبه چهارم مدارس دولتی آمریکا برساند. بهبود رتبه مدرسه موجب افزایش ارزش املاک منطقه و رونق اقتصاد محلی لانگ آیلند شده است به همین دلیل کارکنان مدرسه، دانش آموزان و اولیای آنها کاملا از عملکرد فرانک راضی هستند.
ریچل، که یک دانش آموز دبیرستانی است که در نشریه مدرسه فعالیت میکند برای کسب اطلاع در مورد پروژه اسکای واک مدرسه که در حال برنامه ریزی است مصاحبه ای با فرانک انجام میدهد. فرانک، ریچل را که چندان مشتاق به نظر نمیرسد تشویق میکند تا کارش را مانند یک روزنامه نگار حرفه ای انجام دهد. تشویق های فرانک باعث افزایش انگیزه ریچل میشود و ریچل دامنه تحقیقاتش در خصوص هزینه های مالی مدرسه را گسترش دهد...

## بازیگران
| بازیگر             | نقش          |
| ------------------ | ------------ |
| هیو جکمن           | فرانک تاوسون |
| الیسون جنی         | پم گلاکین    |
| جرالدین ویسواناتان | ریچل         |
| آنالی اشفرد        | جنی          |
| ری رومانو          | باب          |
| رافائل کاسال       | کایل کنترراس |
| الکس وولف          | نیک          |